# Вайлер (Маєн-Кобленц)
Вайлер (нім. Weiler) — громада в Німеччині, розташована в землі Рейнланд-Пфальц. Входить до складу району Маєн-Кобленц. Складова частина об'єднання громад Фордерайфель.
Площа — 7,51 км2. Населення становить 485 ос. (станом на 31 грудня 2020).

## Галерея

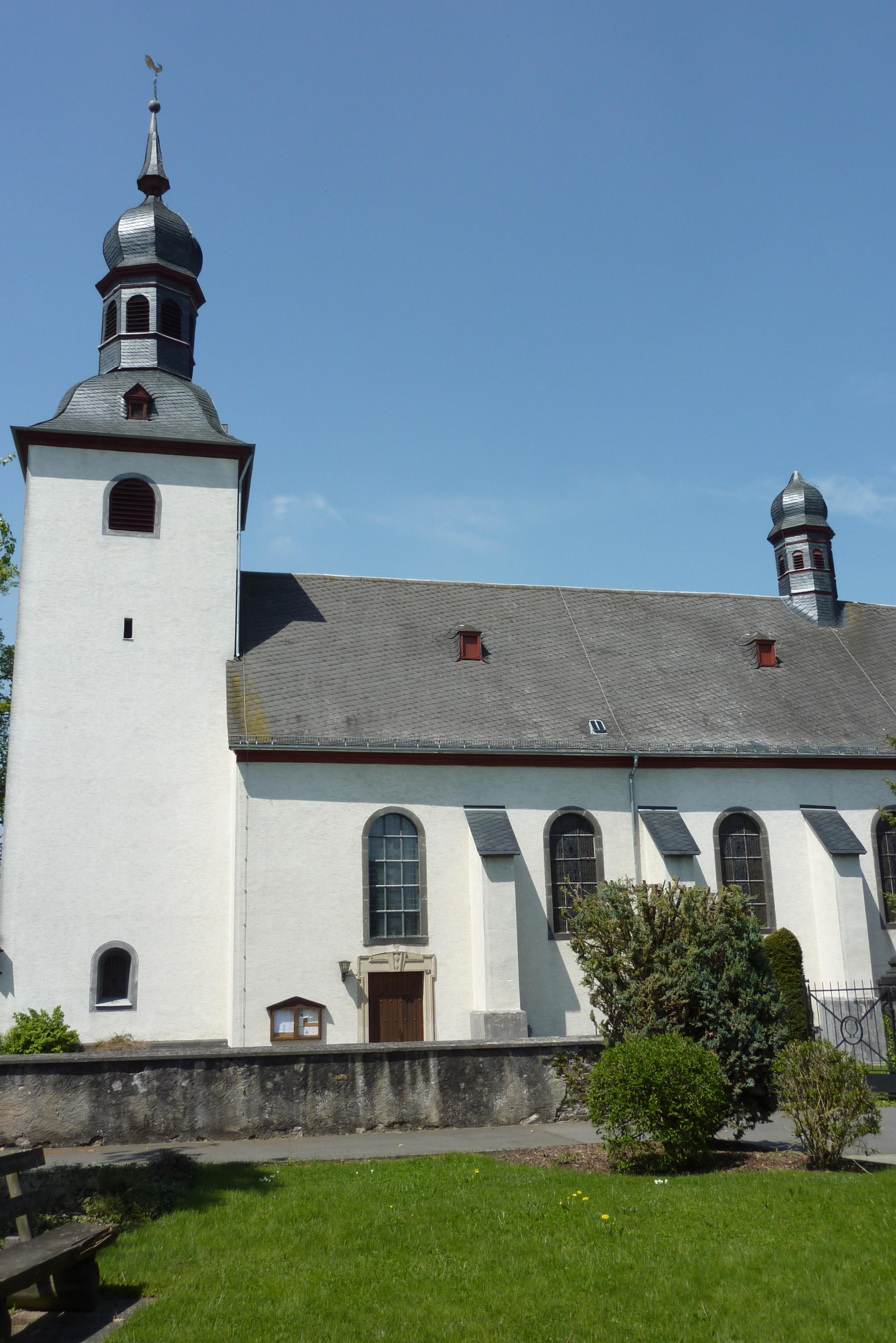